# Aphrodisium distinctipes
Aphrodisium distinctipes là một loài bọ cánh cứng trong họ Cerambycidae.